# Отроги
Отроги — упразднённая железнодорожная станция в Архаринском районе Амурской области России. На момент упразднения входила в состав Урильского сельсовета. Исключена из учётных данных в 2001 году.

## География
Железнодорожная станция располагалась у бывшей одноимённой станции на линии Архара — Известковая Дальневосточной железной дороги, на расстоянии примерно 6 километров (по прямой) к северо-востоку от села Урил.

## История
По некоторым сведениям основана в 1911 году. Названа по расположению в отрогах Малого Хингана.
Зконом Амурской области от 6 июня 2001 года № 11-ОЗ, железнодорожная станция Отроги исключена из учётных данных.